# Miguel Simão
Miguel Simão (ur. 26 lutego 1973) – portugalski piłkarz występujący na pozycji napastnika.

## Kariera piłkarska
Od 1991 do 2013 roku występował w CD Nacional, Feirense, Salgueiros, Académica Coimbra, CD Aves, St. Johnstone, Sanfrecce Hiroszima, Gil Vicente, Moreirense FC, AD Fafe, Lichtenberg, Grevenmacher, CeBra, Munsbach, Young Boys Diekirch i Moutfort-Medingen.